# Erica atricha
Erica atricha är en ljungväxtart som beskrevs av Dulfer. Erica atricha ingår i släktet klockljungssläktet, och familjen ljungväxter. Inga underarter finns listade i Catalogue of Life.